# Micropsectra viridoscutellata
Micropsectra viridoscutellata är en tvåvingeart som beskrevs av Maurice Emile Marie Goetghebuer 1931. Micropsectra viridoscutellata ingår i släktet Micropsectra, och familjen fjädermyggor. Det är osäkert om arten förekommer i Sverige.